# Sant Cebrià de Lledó
|  | Per a altres significats, vegeu «Sant Cebrià de Lledó (cim)». |

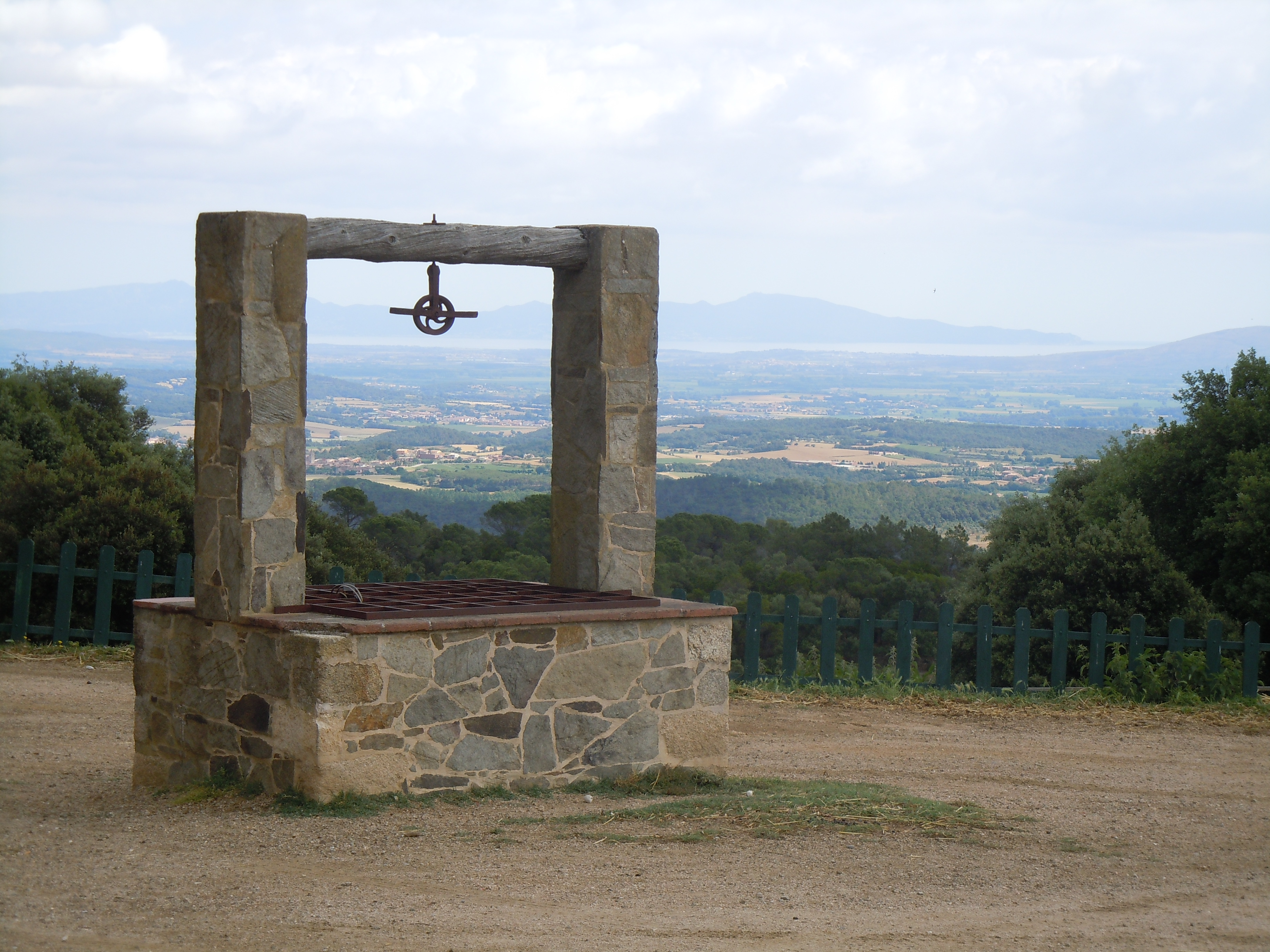
Vistes des de Sant Cebrià de Lledó o Els Metges.

Sant Cebrià de Lledó o Els Metges és un antic poble de masies disseminades situat al mig del massís de les Gavarres, a uns 300 msnm.
Era un ens local independent encara el 1800, però el 1846 va ser incorporat al llavors municipi de Cruïlles. Fa poc, aquest terme, el 1974, es va fusionar amb els de Monells i Sant Sadurní de l'Heura per conformar el municipi actual de Cruïlles, Monells i Sant Sadurní de l'Heura.
Al minúscul nucli urbà d'aquest poble hi ha la parròquia i el Mas Aldrich de la plaça, situats a ponent de la plaça pública. A 200 m. a ponent, a la vora de l'antic Camí Reial de Sant Sadurní, es troba el Mas Martí Vell. Al voltant d'aquest nucli hi ha nombrosos prats (antics camps de conreu) i es gaudeix d'una bona panoràmica sobre la plana del Ter i del Daró, des del cap Norfeu fins a Begur, passant pel golf de Roses, el massís del Montgrí i les Illes Medes.
A l'Església de Sant Cebrià de Lledó es veneraven els sants metges Cosme i Damià, motiu pel qual el lloc és popularment més conegut pel nom de "Els Metges". A més de complir les seves funcions religioses era el lloc on es reunia la universitat del poble, antic consell dels caps de casa, precedent dels actuals ajuntaments. Té la nau romànica, però als segles XVI-XVII es va construir l'actual campanar, l'absis poligonal i les capelles laterals. La porta actual és frontal i porta la data 1588 a la seva llinda. S'hi accedeix des del cementiri.
Baixant per un camí que surt del nucli parroquial en sentit nord hi ha a un prat on es troben les restes de "Can Mont".
Altres masos de famílies originàries del lloc que encara s'hi poden trobar són el Mas Aldrich del Mas (actualment conegut per Can Cassà), el Mas Barceló, el Mas Castelló i el Mas Costa. A prop de les runes del Mas Noguer (que va pertànyer a la casa de Mont, essent la masia encara actualment localitzada de la que es tenen dades més antigues) hi havia un molí de vent.